# Pseudagrion deningi
Pseudagrion deningi – gatunek ważki z rodziny łątkowatych (Coenagrionidae).